# Myrsine carolinensis
Myrsine carolinensis är en viveväxtart som först beskrevs av Carl Christian Mez, och fick sitt nu gällande namn av F.R. Fosberg och M.-h.Sachet. Myrsine carolinensis ingår i släktet Myrsine och familjen viveväxter. Inga underarter finns listade i Catalogue of Life.